# Gyllingsberget
Gyllingsberget är en fäbod Djura kapellförsamling, Härads fjärding, Leksands kommun.
Gyllingsbergets fäbod skall enligt en uppgift i domboken 1788 ha blivit tillerkänd Gråda. I fäbodinventeringen 1663 upptas 4 brukare från Gråda och 2 från Djura i Gyllingsberget. Troligen var det verkliga antalet större och några oskattlagda, i 1670 års revningslängd upptas 14 delägare i fäbodarna. I samband med storskiftet på 1820-talet var ännu Gråda och Djura delägare i fäbodstället, 20 delägare varav 17 med åker i Gyllingsberget, ägande 17 fäbodgårdar.
Sista fäbodvistelse skedde 1926. Enligt en dagboksanteckning var det ett besök i Gyllingsbergets fäbodar 1904 som inspirerade Ottilia Adelborg till uppbyggandet av Gagnefs minnesstuga.
Norr om fäboden finns en trefaldighetskälla kalla Dammsvedskällan och invid den gamla fäbodstigen mot Rältabodarna finne en minnessten, Nya Fjärsman med årtalet 1785, rest till minnet av mordet på en fjärdingsman.